# Vladimír Clementis
Vladimír "Vlado" Clementis (Tiszolc, 1902. szeptember 20. – Prága, 1952. december 3.) szlovák kommunista magyarellenes politikus, író, diplomata, a DAV baloldali folyóirat szerkesztője. A csehszlovák–magyar lakosságcsere idején külügyminiszter. A csehszlovák „Rajk”, megítélése ellentmondásos, 1938 előtt a magyar kommunisták védőügyvédje volt. Foglalkozott a magyarok és szlovákok kapcsolatával.

## Élete

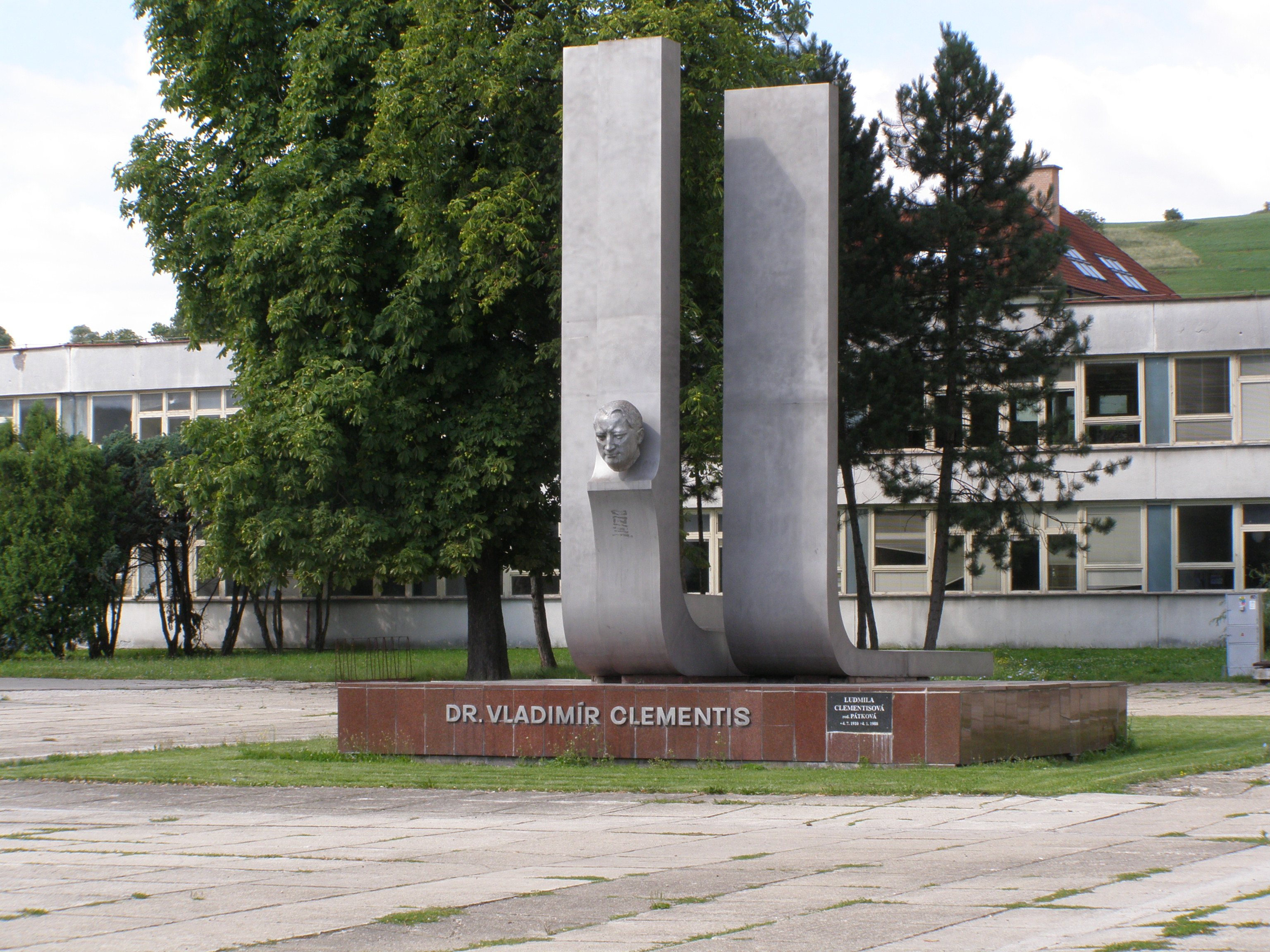
Tér Tiszolcon

Apja Ľudovít Clementis, a tiszolci evangélikus iskola tanára, azon régi nemesi család leszármazottja, melynek tagjai: Dániel és fiai 1651-ben III. Ferdinándtól kaptak armálist. A nemesség kihirdetése ugyanezen évben Zólyom vármegyében történt meg. Anyja Adela Maria Vraný, Václav Vraný a pánszláv és magyarellenes verbici iskola tanárának lánya.
Családja az evangélikus felekezethez tartozott, de ő maga édesapja szülőhelyén, Szakolcán végezte el a római katolikus gimnáziumot. Miután Prágában jogot végzett a Károly Egyetemen, Pozsonyban kezdett praktizálni ügyvédként. 1935-ben lett a Kommunista Párt tagja. 1935-38 között a nemzetgyűlés tagja. 1939-ben emigrált. 1945-től külügyminisztériumi államtitkár.
A Nemzeti Front kormányának bukása, az 1948-as februári fordulat után, Jan Masaryk helyett lett külügyminiszter. Ezen funkciójában vett részt a lakosságcsere levezénylésében. 1951-ben letartóztatták, burzsoá nacionalizmus vádjával. Rudolf Slánský koncepciós perében akasztás általi halálra ítélték és kivégezték. 1963-ban rehabilitálták.

## Emlékezete
- 2023-ban Rimaszombatban avatták fel mellszobrát, miközben a tiltakozók csendes tüntetést tartottak.[12]